# شاهدخت دزیره، بارونس سیلفورشیل
شاهدخت دزیره، بارونس سیلفورشیلد (Désirée Elisabeth Sibylla؛ زادهٔ ۲ ژوئن ۱۹۳۸) سومین فرزند شاهزاده گوستاف آدولف، دوک وستربوتن، و پرنسس سیبیلا از ساکس-کوبورگ و گوتا، و نوهٔ پادشاه گوستاف است. او خواهر بزرگ کارل گوستاف شانزدهم پادشاه سوئد است.